# 雷基 (克钦邦)
雷基（英語：或Loije、Lwegel），也称洋人街，是缅甸克钦邦下辖的一个镇。其与中国云南省陇川县接壤，是缅甸军政府于2002年开放的与4个领国进行边境贸易的10个边境城市之一。

## 名称
“雷基”为傣语，意为“城边的山”或“王城的山”。此地又称“曼嘎拉”（洋人村）、“嘎嘎拉”（洋人街）。雷杰市为中国官方译名，而在中国民间又有雷杰、垒杰、雷街、吕姐、勒皆和拉扎等译名。

## 历史
公元1233年勐卯王混贺罕(芳罕)兼并与治理陇川期间和公元1355年麓川王思可法治理陇川期间，陇川的王城设在雷基。1997年缅政府定雷基为克钦邦与中国通商的唯一口岸。1998年8月23日，缅甸政府正式将雷基定为国家级开放口岸，并设立雷基市。

## 交通
2004年，陇川县人民政府投资2800余万元，中国协助缅甸对章凤通往缅甸八莫的“章八”(章凤——八莫)公路进行改造升级为四级弹石路，2006年通车。该条公路将从伊洛瓦底江边的八莫到达边境的时间从10小时缩短至3小时。

## 经济
水果、豆类、大米和洋葱等农作物出口到中国，而电子、纺织、和食品则为进口。然而，贸易量远低于掸邦木姐高达75％对云南的出口额。
当时的缅甸军政府在1989年与佤邦联合軍（UWSA）、克钦新民主军（NDA-K）以及在1994年与克钦独立组织（KIO）谈判达成停火协议后，与中国的木材贸易开始繁荣。由于违反条款和过度开采，泰国公司早先的采伐许可在1993年被吊销。
此外，雷基地区还蕴藏有大量煤炭资源。

## 犯罪
此地区拐卖妇女犯罪猖獗，两国政府于2008年12月22日分别在雷基与章凤建立了打击该项犯罪联络处。

## 宗教
在2007年9月至10月番红花革命期间，雷基的僧院像全国其他地区的僧院一样被政府军封锁。
美北浸礼会于2008年12月底在雷基举行了为期3天的百周年庆祝活动。